# 우신골든스위트
우신골든스위트(영어: Wooshin Golden Suite)는 대한민국 부산광역시 해운대구 우3동 마린시티에 고급 주거용 오피스텔이다.

## 역사
2002년에 분양을 했고 2004년 5월에 재분양 이후 착공하여 2006년 2월에 완공하였다. 2010년 10월 1일에 아파트에 화재가 일어났지만 이후 복구하였다. 2016년에는 우신골든스위트 상가의 분양이 완료되었다. 왜

## 내부 시설
| 층수                | 용도                   |
| ------------------- | ---------------------- |
| 5층 ~ 38층          | 아파트, 오피스텔       |
| 2층 ~ 4층           | 헬스장, 수영장, 연회실 |
| 1층                 | 상가                   |
| 지하 4층 ~ 지하 1층 | 지하주차장             |

## 사건 및 사고
우신골든스위트 화재(Wooshin Golden Suite火災事故)는 2010년 10월 1일에 부산광역시 해운대구 마린시티 내 오피스텔(우신주식회사가 시공) 4층 미화원 탈의실에서 전기가 누전돼 화재가 발생한 사고이다.

## 대중문화
- 캉타우에 나온다.
- 고독한 미식가 시즌8 연말스페셜에 나온다.
- 2020년에 방영된 SBS 드라마 더 킹 : 영원의 군주에 대한제국, 부산 본궁 2019년 가을이 나온다.

## 같이 보기
- 마린시티